# Tumanskij R-13
Tumanskij R-13 je sovětský proudový motor vyvinutý pod vedením Sergeje Gavrilova. R-13 navázal na vývoj motoru Tumanskij R-11. Jde o dvouhřídelový proudový motor s axiálním kompresorem s novou vysokotlakou pětistupňovou částí, novou spalovací komorou, která usnadňuje opětovné nastartování motoru ve vysokých nadmořských výškách, novým přídavným spalováním a širším použitím titanových součástí. Montoval se do variant MiGu-21M, MF, SM, SMT, MIG-21UM, dále Suchoje Su-15M a TM.
R-13 byl také vyráběn v Číně jako LM WP13 a potkal ho podobný osud jako motor Tumanskij R-11: původně měly být oba vyráběny v Číně pod licencí, ale po čínsko-sovětské roztržce byla všechna sovětská technická podpora ukončena a Číňané postupovali sami. Pod vedením šéfkonstrukéra Jianga Hepua (江和甫) byl R-11 i R-13 v Číně vyráběny.
Verze bez přídavného spalování nesla označení R-95 a byla montována do počátečních verzí útočného letounu Suchoj Su-25. Následně byl ve výrobě nahrazen vylepšeným typem R-195, který produkuje tah o 12 procent větší.

## Specifikace (R-13-300)

### Technické údaje
- Typ: proudový motor s přídavným spalováním
- Délka: 4 605 mm
- Průměr: 1 095 mm
- Hmotnost suchého motoru: 1 205 kg

### Součásti
- Kompresor: dvouhřídelový axiální kompresor, 3 nízkotlaké stupně, 5 vysokotlakých
- Spalovací komora: smíšeného typu
- Turbína: 1 vysokotlaký stupeň, 1 nízkotlaký stupeň

### Výkony
- Maximální tah:39,9 kN (8 970 lbf), 63,7 kN (14 320 lbf) s přídavným spalováním
- Celkový poměr stlačení: 8,9:1
- Teplota plynů před turbínou: 1 005 °C
- Měrná spotřeba paliva: 95 kg/(h·kN) (0,93 lb/(h·lbf)) na volnoběh, 213 kg/(h·kN) (2,09 lb/(h·lbf)) s přídavným spalováním
- Poměr tah/hmotnost: 52,8 N/kg (5,4:1)